# Polypedates impresus
Espèce
Polypedates impresus est une espèce d'amphibiens de la famille des Rhacophoridae.

## Répartition
Cette espèce est endémique de la province du Yunnan en République populaire de Chine. Elle se rencontre à 850 m d'altitude dans la préfecture de Pu'er.

## Publication originale
- Yang, 2008 : Amphibia. in Yang & Rao, 2008 : Amphibia and Reptilia of Yunnan, p. 1-411